# أوخريد
أخريذة أو أوخريد (بالمقدونية: Охрид، وتلفظ ‎[ˈɔxrit]‏) بلدة في جمهورية مقدونيا على الشاطئ الشرقي لبحيرة أوخريد، وهي مركز محافظة أوخريد في الإقليم الإحصائي الجنوبي الغربي. عدد سكان البلدة يقارب 42 ألف نسمة (2002).
أعلنتها اليونسكو مع بحيرة أوخريد أحد مواقع التراث العالمي في سنة 1979. تحوي البلدة على 365 كنيسة، تمثل أيام السنة، إلى جانب العديد من المواقع التاريخية والثقافية والروحية؛ وتعتبر من المدن المقدسة لدى الكنيسة المقدونية الأرثوذكسية.

## المناخ
يظهر الجدول التالي التغييرات المناخية على مدار السنة لأوخريد:
| البيانات المناخية لـأوخريد                   | البيانات المناخية لـأوخريد | البيانات المناخية لـأوخريد | البيانات المناخية لـأوخريد | البيانات المناخية لـأوخريد | البيانات المناخية لـأوخريد | البيانات المناخية لـأوخريد | البيانات المناخية لـأوخريد | البيانات المناخية لـأوخريد | البيانات المناخية لـأوخريد | البيانات المناخية لـأوخريد | البيانات المناخية لـأوخريد | البيانات المناخية لـأوخريد | البيانات المناخية لـأوخريد |
| الشهر                                        | يناير                      | فبراير                     | مارس                       | أبريل                      | مايو                       | يونيو                      | يوليو                      | أغسطس                      | سبتمبر                     | أكتوبر                     | نوفمبر                     | ديسمبر                     | المعدل السنوي              |
| -------------------------------------------- | -------------------------- | -------------------------- | -------------------------- | -------------------------- | -------------------------- | -------------------------- | -------------------------- | -------------------------- | -------------------------- | -------------------------- | -------------------------- | -------------------------- | -------------------------- |
| متوسط درجة الحرارة الكبرى °م (°ف)            | 6.2 (43.2)                 | 7.6 (45.7)                 | 11.0 (51.8)                | 15.1 (59.2)                | 20.4 (68.7)                | 24.8 (76.6)                | 27.6 (81.7)                | 27.7 (81.9)                | 23.6 (74.5)                | 17.7 (63.9)                | 11.6 (52.9)                | 7.2 (45.0)                 | 16.7 (62.1)                |
| متوسط درجة الحرارة الصغرى °م (°ف)            | −1.5 (29.3)                | −0.9 (30.4)                | 1.2 (34.2)                 | 4.6 (40.3)                 | 8.7 (47.7)                 | 12.0 (53.6)                | 14.0 (57.2)                | 14.2 (57.6)                | 11.2 (52.2)                | 7.2 (45.0)                 | 3.1 (37.6)                 | 0.0 (32.0)                 | 6.2 (43.2)                 |
| الهطول مم (إنش)                              | 53.7 (2.11)                | 60.2 (2.37)                | 55.9 (2.20)                | 55.9 (2.20)                | 56.7 (2.23)                | 33.5 (1.32)                | 30 (1.2)                   | 30.6 (1.20)                | 47.9 (1.89)                | 76.1 (3.00)                | 90.5 (3.56)                | 71.3 (2.81)                | 662.3 (26.09)              |
| متوسط أيام هطول الأمطار                      | 11                         | 12                         | 11                         | 13                         | 12                         | 8                          | 6                          | 6                          | 7                          | 10                         | 12                         | 13                         | 121                        |
| المصدر: المنظمة العالمية للأرصاد الجوية (UN) |                            |                            |                            |                            |                            |                            |                            |                            |                            |                            |                            |                            |                            |

## معرض الصور

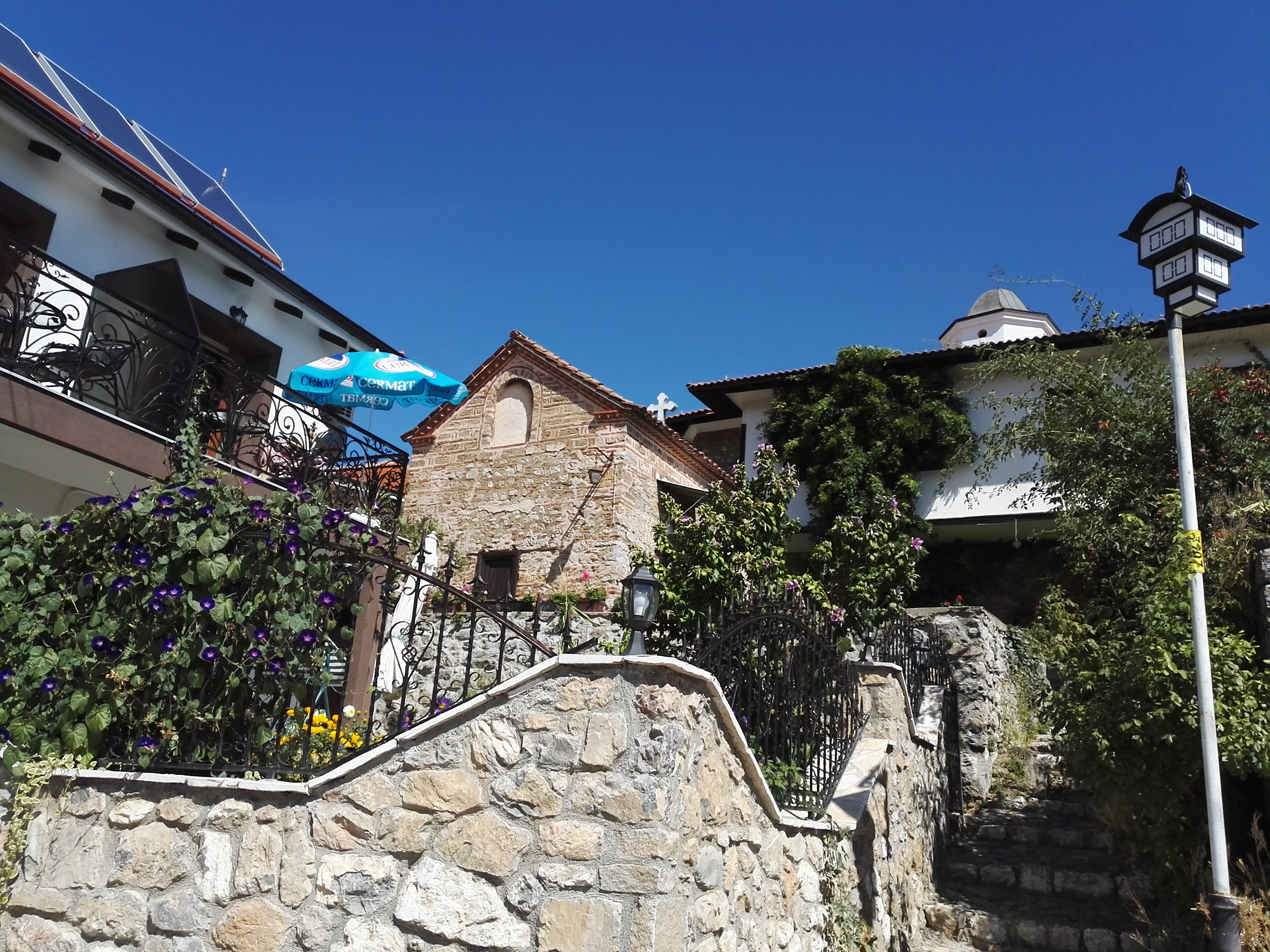
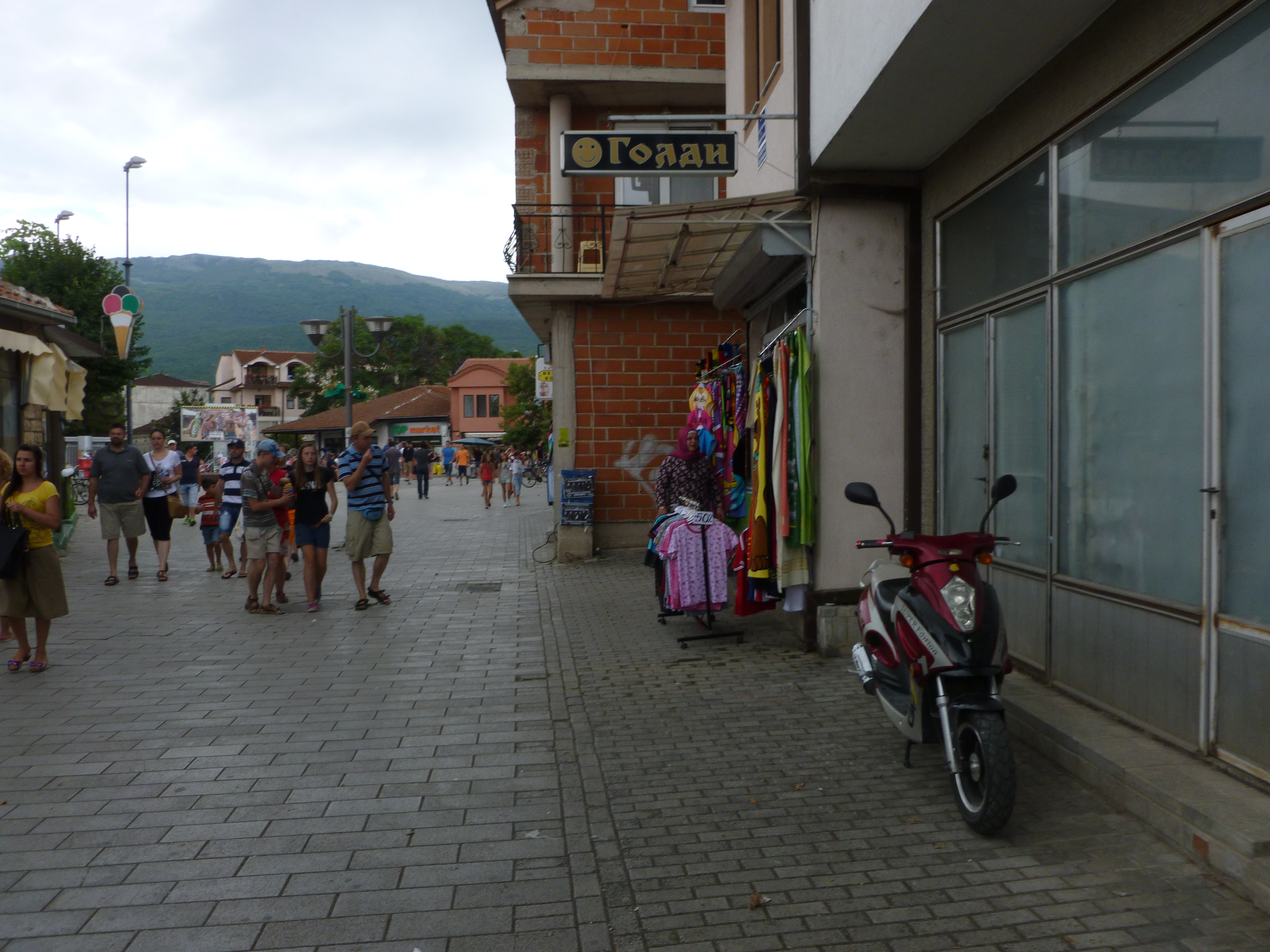
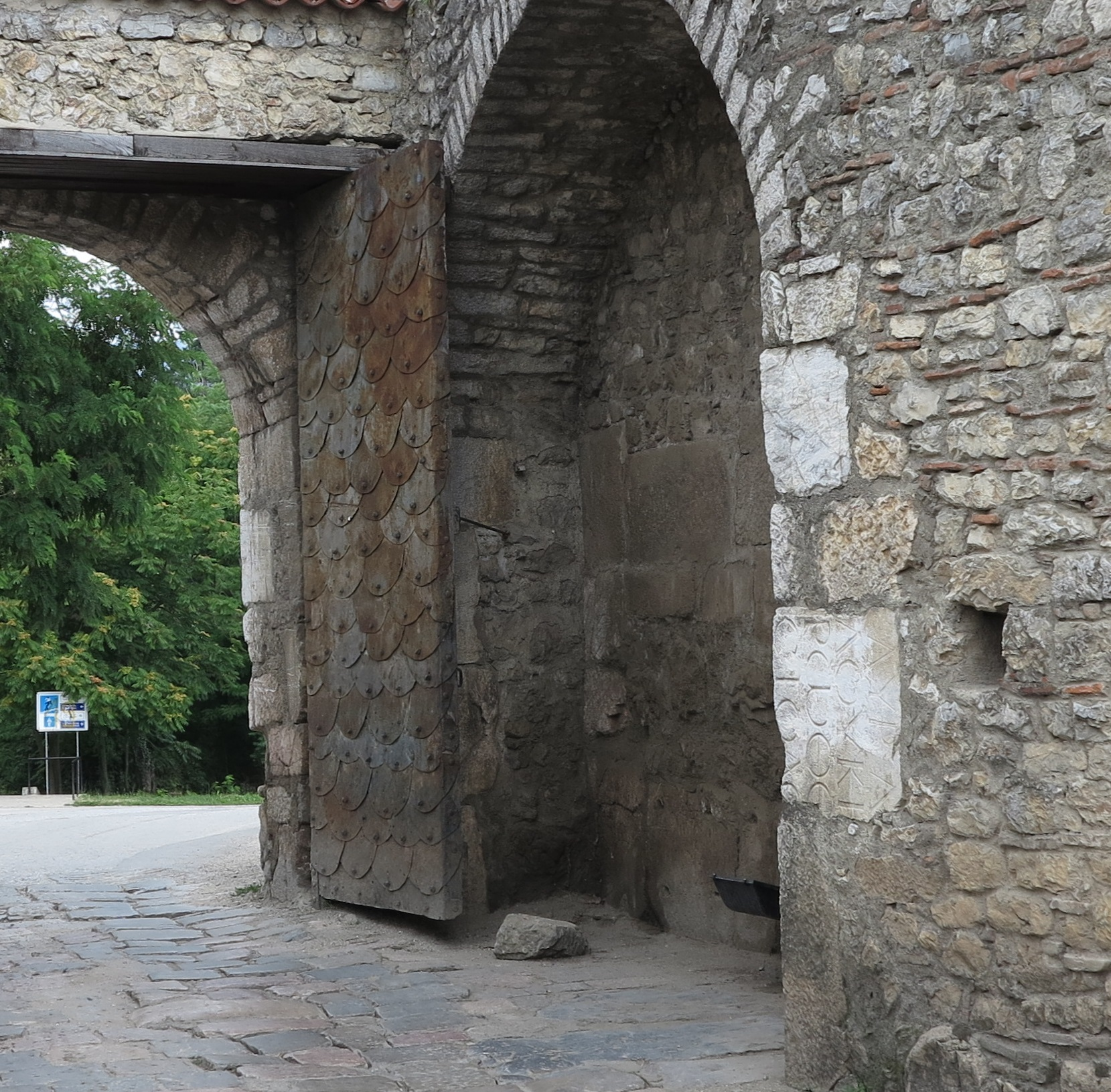
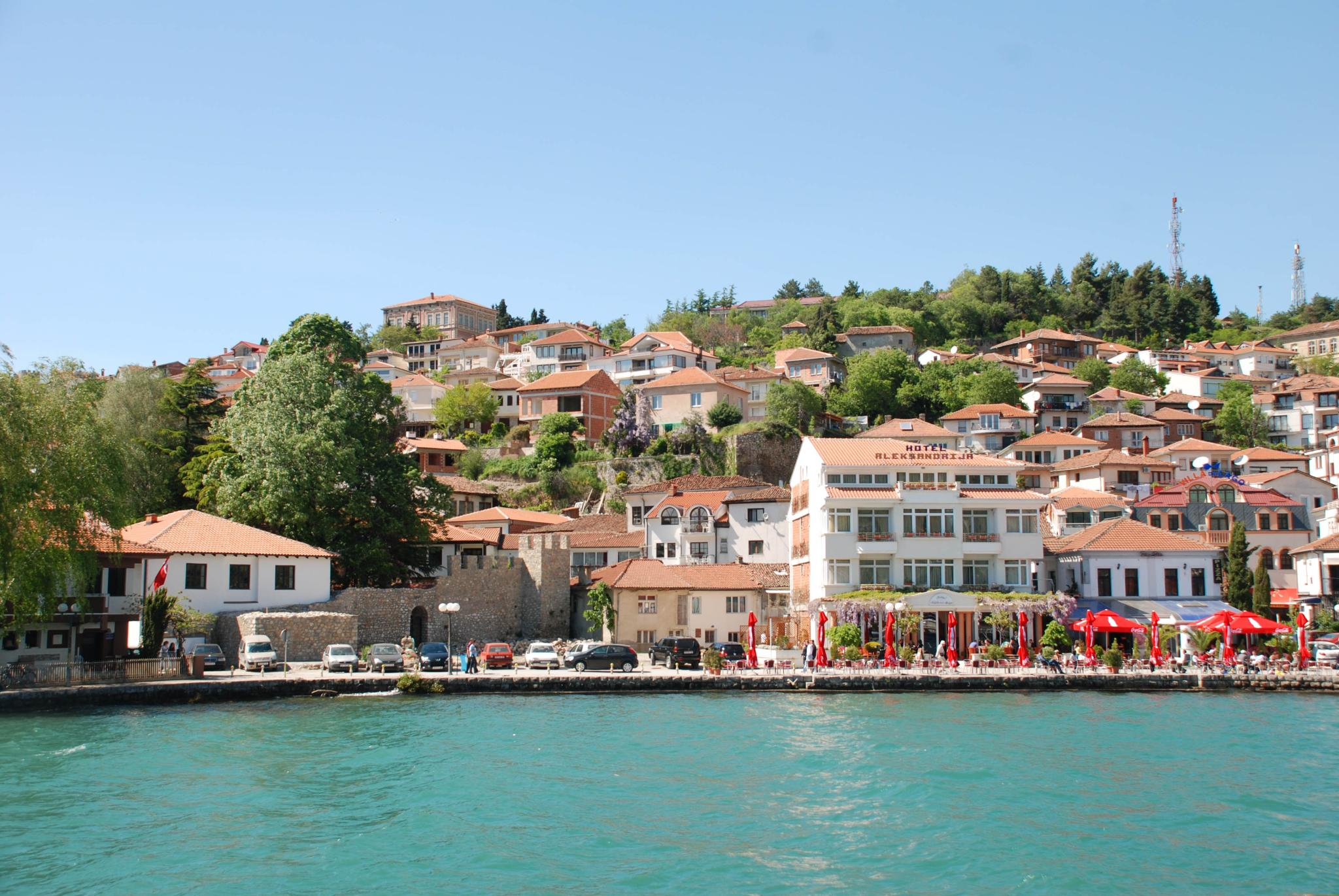

## توأمة
لأوخريد اتفاقيات توأمة مع كل من:
- بيران
- Inđija [الإنجليزية]‏
- زمون [الإنجليزية]‏
- ولونغونغ
- بودفا
- كاتفايك
- فينكوفسي
- بلوفديف [13]
- داليان
- بوغراديس
- كراغوييفاتس
- فيليكو ترنوفو (1998 - )
- نيسيبار
- وندسور
- Veliko Tarnovo Municipality [الإنجليزية]‏ منذ (1998 - )
- باتراس [14]

## أعلام
- ليوبا أوغنينوفا مارينوفا
- حسين باشا الأوخريدي
- بيلي سيليسكي
- نينا بلابان
- علي باشا العربجي